# Sant Miquel d'Ansamora
Sant Miquel d'Ansamora, Sant Miquel de Castellnou de Bassella o Sant Romà, és una antiga església preromànica del municipi de Bassella (Alt Urgell) protegida com a bé cultural d'interès local.
Les ruïnes de la capella són a ponent dels vestigis del castell de Castellnou de Bassella. Era un edifici d'una sola nau, de 8,60 x 6,15 m, amb absis trapezoïdal allevant, oberta a la nau a través d'un arc triomfal d'acusada ferradura.

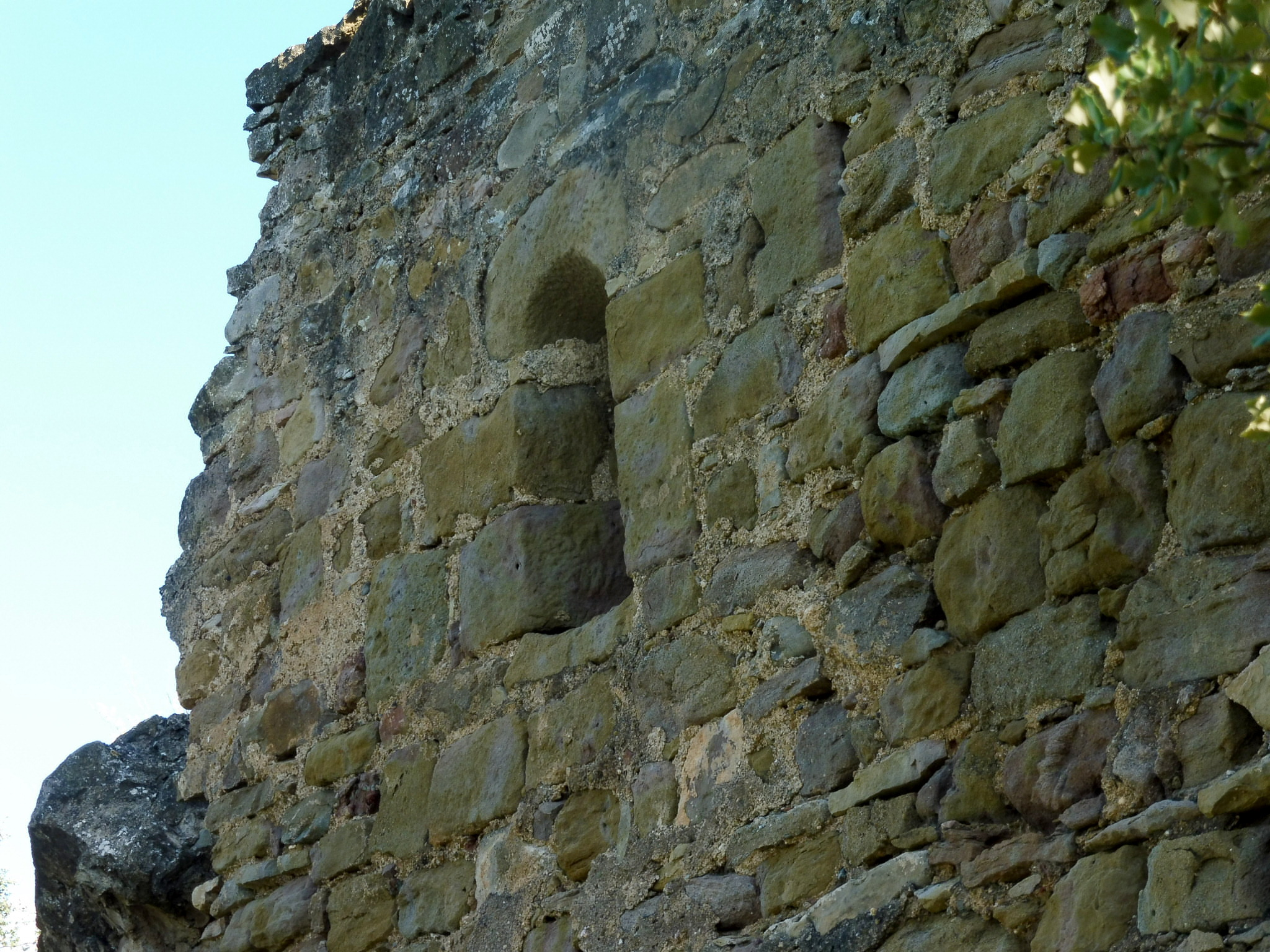
Façana sud

No s'han conservat les cobertes, en un principi sembla que havia estat cobert amb un embigat de fusta. Posteriorment aquest podia haver estat substituït per una volta de canó que obligaria a reforçar els murs amb arcs formers, dels quals en queda algun vestigi. L'aparell de les parts més antigues és de petits carreus, de forma quadrada, ben tallats i sense polir, de pedra erosionable, disposats en filades ordenades. El reforç de la nau està fet amb carreus més grans i també més resistents. És un edifici romànic de tipologia arcaica, que es pot datar a inicis del segle x. Les modificacions són del segle xii.
No es tenen notícies directes de la capella de Sant Miquel, però si que hi ha esments relatius al lloc d'Ansamora o Alçamora i al seu castell al qual està vinculada, documentat a partir de l'any 1047.